# Vaubadon
Vaubadon település Franciaországban, Calvados megyében. Lakosainak száma 446 fő (2018. január 1.). Vaubadon Balleroy, Castillon, Montfiquet és Le Tronquay községekkel határos.

## Népesség
A település népessége az elmúlt években az alábbi módon változott:
| Lakosok száma | 388  | 390  | 350  | 337  | 379  | 409  | 436  | 438  | 446  | 446  |
|               | 1962 | 1968 | 1982 | 1990 | 1999 | 2008 | 2011 | 2013 | 2017 | 2018 |